# Ricardo Boizard
Ricardo Francisco de Borja Boizard Bastidas (Constitución, 4 de octubre de 1903-Peñaflor, 7 de agosto de 1983) fue un académico, escritor, periodista, diplomático y político chileno. Fue diputado por dos periodos (de 1933 a 1937 y de 1937 a 1941) por la Falange Nacional y embajador de Chile en Yugoslavia de 1951 a 1952. En su labor como escritor redactó quince obras entre 1929 y 1974. Como periodista fue columnista y redactor en varios periódicos de la época, especialmente durante 1962, cuando fue columnista en el diario Clarín bajo el seudónimo de Picotón, con el que firmaría también sus obras posteriores.

## Biografía
Ricardo nace un 4 de octubre de 1903, hijo de Carlos Boizard Medina y Ema Bastías Boizard, en Constitución. En 1921 ingresa a estudiar Derecho en la Universidad Católica de Chile. En 1929 escribe el poemario La senda inútil, bajo el seudónimo de Lys. Tras formar parte de la Asociación Nacional de Estudiantes Católicos por 1920, ingresó a las filas de la Juventud Conservadora, en la que se mantuvo tras su refundación como Falange Nacional, de la que sería uno de los fundadores. Tras la nueva refundación de esta colectividad como Partido Demócrata Cristiano, fue miembro de la Junta Nacional de este último.
Es electo diputado por la Duodécima Agrupación Parlamentaria de Lontué y Talca, de 1933 a 1937, periodo durante el cual conforma la Comisión Permanente de Gobierno Interior. Luego reelecto de 1937 a 1941 por la misma agrupación parlamentaria, que esta vez incluyó a la provincia de Curepto.
Tras su segundo periodo parlamentario, se convierte en redactor en El Diario Ilustrado, y más tarde fue director general de Informaciones y Cultura entre 1946 y 1948, bajo el gobierno de Gabriel González Videla. En 1946 participa en la marcha donde se produjo la masacre de la Plaza Bulnes. Después fue columnista en el diario El Imparcial, de 1950 a 1951, al mismo tiempo que redactor de El Debate en 1950. De 1951 a 1952 asume como embajador en Yugoslavia. En 1956 escribe para El Pueblo, periódico argentino de orientación católica. En 1961 es redactor en La Tercera de Santiago, y al año siguiente comienza a escribir en El Clarín de la misma ciudad, de tendencias izquierdistas. En 1965 recibe el Premio Nacional de Periodismo en Redacción. Después, impartiría clases de Ideología Política en la Universidad de Concepción.
Tras el golpe militar de 1973, corroboró la veracidad del supuesto plan Zeta, y colaboró con el periódico derechista La Segunda, proclive a la dictadura del general Augusto Pinochet. Durante ese periodo, diversos problemas a la vista terminaron por hacer necesaria la extracción de su ojo derecho. En sus últimos años sufrió acusaciones de demencia senil.
Falleció en la localidad de Peñaflor, el 7 de agosto de 1983.